# Pieter Seyffert
Pieter Seyffert (* 27. Dezember 1986) ist ein südafrikanischer Straßenradrennfahrer.
Pieter Seyffert begann seine Karriere 2007 bei dem südafrikanischen Continental Team Konica Minolta. In diesem Jahr wurde er Etappendritter bei dem vierten Teilstück der Ägypten-Rundfahrt. In der Saison 2009 belegte er den fünften Platz bei dem Eintagesrennen Wilro 100. Seit 2010 fährt Seyffert für das DCM Team. In seinem ersten Jahr dort wurde er Vierter beim Vasbyt Classic und er gewann eine Etappe bei der Tour of the Philippines.

## Erfolge
2010
- eine Etappe Tour of the Philippines

## Teams
- 2007 Konica Minolta (ab 10.06.)
- 2008 Team Konica Minolta-Bizhub
- 2009 Team Konica Minolta-Bizhub